# Faro de Llobregat
El faro de Llobregat (también denominado Torre del Riu) es un faro situado en la entrada al puerto de Barcelona, en la provincia de Barcelona, Cataluña, España. Está clasificado como Bien de Interés Cultural. Está gestionado por la autoridad portuaria del puerto de Barcelona.

## Historia
En 1845 se aprobó el proyecto para construir un faro en el puerto de Barcelona. En vez de construirlo de hierro se hizo de piedra, utilizando una antigua torre. Se inauguró en 1852, pero en 1903 se decretó su reemplazo por el faro de Montjuic. En 1928 se decidió mantenerlo y en 1961 se electrificó.